# Jack Griffo
Jack Davis Griffo (n. 11 decembrie 1996, Miami, Florida, SUA ) este un actor american.
A jucat ca Max Thunderman în serialul Familia Thunderman (2013–2018) Nickelodeon. Griffo a mai jucat roluri în filmele Jinxed și Splitting Adam și în serialul original Netflix Alexa & Katie.

## Cariera

### Actorie
Griffo a făcut apariții pentru prima dată în 2011, în serialele de televiziune Kickin 'It  și Bucket &amp; Skinner's Epic Adventures.  A urmat acest lucru cu mai multe apariții la seriale de televiziune, cum ar fi See Dad Run  și Jessie.
În perioada 2013 - 2018, Griffo a jucat în serialul Nickelodeon The Thundermans, unde l-a interpretat pe Max Thunderman, fratele geamăn care s-a străduit să devină un răufăcător (sora sa geamănă Phoebe este interpretată de Kira Kosarin).   În același an, Griffo a jucat alături de Ciara Bravo în filmul original Nickxodeon Jinxed. 
Griffo a jucat alături de Isabela Moner, Tony Cavalero și Jace Norman în filmul original Nickelodeon Splitting Adam, care a fost difuzat în februarie 2015.  El a jucat rolul lui Billy, iubitul fiicei lui Cla Shepard (Ryan Newman) a lui Fin Shepard (Ian Ziering), în filmul original al lui Syfy Sharknado 3: Oh Hell No!, care a avut premiera pe 22 iulie 2015.  În 2016, Griffo a jucat în finala sezonului 7 al NCIS: Los Angeles ca cadet militar numit McKenna. 
În 2017, Griffo a jucat rolul lui Sebastian în filmul de inspirație de dramă familială Apple of My Eye (intitulat inițial And Then There Was Light ).  În același an, a fost distribuit în rolul lui Noah în filmul indie „The Left Behind” .  În august 2017, Griffo a fost adăugat la distribuția serialului original Netflix, Alexa & Katie, jucând rolul recurent al lui Dylan. 

### Muzică
Griffo are un canal YouTube unde postează cover-uri de muzică. În noiembrie 2019, canalul avea peste 178.000 de abonați și peste 8,60 milioane de vizualizări.  Griffo a lansat un single, „Hold Me”, alături de prietenul său Kelsey, pe 17 octombrie 2011.  Videoclipul pentru „Hold Me” a fost lansat pe 29 octombrie 2011 și a primit peste 4 milioane de vizualizări.  Și-a lansat single-ul de debut solo, "Slingshot", pe 13 noiembrie 2013, care îl prezintă pe Douglas James.  Clipul muzical pentru „Slingshot” a fost lansat pe canalul YouTube al lui Griffo pe 14 ianuarie 2014 și a primit peste 1,8 milioane de vizualizări. 

## Filmografie
| An   | Titlu                     | Rol            | notițe                                  |
| ---- | ------------------------- | -------------- | --------------------------------------- |
| 2011 | Sunetul vocii mele        | Tânărul Petru  |                                         |
| 2012 | Erou american             | Frate mai mare |                                         |
| 2017 | Apple of My Eye           | Sebastian      | intitulat inițial Și apoi a fost lumină |
| 2017 | Cei rămași în spatele lor | Noe            |                                         |

| An        | Titlu                                         | Rol                       | notițe                                                     |
| --------- | --------------------------------------------- | ------------------------- | ---------------------------------------------------------- |
| 2011      | Kickin 'It                                    | Benny                     | Episodul: " Toate greșelile se mișcă "                     |
| 2011      | Bucket and The Skinner’s Adventures Epic      | Membru al echipei de surf | Episodul: " Epic Musical "                                 |
| 2013      | Marvin Marvin                                 | Ellis                     | Episodul: „ Film înfricoșător ”                            |
| 2013      | Jessie                                        | Brett                     | Episodul: " Somebunny's in Trouble "                       |
| 2013      | Vezi Tata Run                                 | Xander McGinley           | Rolul recurent                                             |
| 2013      | cobit                                         | Brett O'Leary             | Film de televiziune ( Nickelodeon )                        |
| 2013-2018 | Oamenii-tunet                                 | Max Thunderman            | Rol principal                                              |
| 2014      | AwesomenessTV                                 | Se                        | Episodul: „Provocarea adolescenților”                      |
| 2015      | Nicky, Ricky, Dicky și Dawn                   | Se                        | Episodul: „ Du-te Hollywood ”                              |
| 2015      | Împărțirea lui Adam                           | Vance Hansum              | Film de televiziune (Nickelodeon)                          |
| 2015      | Sharknado 3: Oh, Nu, nu!                      | Billy                     | Film de televiziune ( Syfy )                               |
| 2016      | NCIS: Los Angeles                             | McKenna                   | Episodul: " Talion "                                       |
| 2016      | Henry Danger                                  | Max Thunderman            | Episodul de recrutare: " Pericol și tunet "                |
| 2016-2017 | Fugi de paradis                               | Se                        | Concursant, 7 episoade                                     |
| 2017      | Spectacolul perfect al tipului                | Se                        | Episodul: "Velcro Dodgeball, încredere"                    |
| 2018-2019 | Alexa &amp; Katie                             | Dylan                     | Rolul recurent (sezoanele 1, 3); rol principal (sezonul 2) |
| 2018      | Shorties de bătălie de sincronizare a buzelor | Se                        | Episod: "Catwalk / Jungle / Girls Night Out"               |
| 2018      | Casa tare                                     | Blake Bradley             | Rolul vocal; episodul: " Dureri Fandom "                   |
| 2018      | Școala de Rock                                | Slade                     | Episoade: " I Love Rock and Roll, piese I &amp; II "       |
| 2018      | Cel mai bun. Cel mai rău. Weekend. Vreodată.  | Jumping Jack Lightning    | 2 episoade                                                 |
| 2018      | Cavaler de echipă                             | Sir Swayze                | Episodul: „Lucrul la mișcările cavalerului”                |
| 2019      | Lovitura de naștere a lui SpongeBob           | Se                        | Televiziune specială                                       |
| 2020      | Echipa SEAL                                   | PV2 Elliot Mounds         | Episodul: „Drawdown”, „Edge of Nowhere”                    |

## Premii și nominalizări
Griffo a fost nominalizat cu cinci premii pentru copii pentru cel mai favorit actor TV, primul în 2014,   al doilea în 2015,  al treilea în 2016,  al patrulea în 2017,  și a cincea în 2018. 
| An   | Adjudecare          | Categorie                     | Muncă         | refs   |
| ---- | ------------------- | ----------------------------- | ------------- | ------ |
| 2014 | Premiu pentru copii | Actor TV preferat             | Oamenii-tunet | [ 20 ] |
| 2015 | Premiu pentru copii | Actor TV preferat             | Oamenii-tunet | [ 22 ] |
| 2016 | Premiu pentru copii | Steaua TV masculină preferată | Oamenii-tunet | [ 23 ] |
| 2017 | Premiu pentru copii | Steaua TV masculină preferată | Oamenii-tunet | [ 24 ] |
| 2018 | Premiu pentru copii | Steaua TV masculină preferată | Oamenii-tunet | [ 25 ] |